# Weede
Pour l’article homonyme, voir Robert Weede.
Weede est une commune allemande du Schleswig-Holstein, située dans l'arrondissement de Segeberg (Kreis Segeberg), à cinq kilomètres au sud-est de la ville de Bad Segeberg. Weede est l'une des 27 communes de l'Amt Trave-Land dont le siège est à Bad Segeberg.